# Pálmarepülőkutya
A pálmarepülőkutya (Eidolon helvum) az emlősök (Mammalia) osztályába, azon belül a denevérek (Chiroptera) rendjébe és a nagy denevérek alrendjébe tartozó repülőkutyafélék (Pteropodidae) családjának egyik faja.

## Előfordulása
Az afrikai kontinens Szahara alatti területein, valamint az Arab-félszigeten a szavannák és dzsungelek lakója.

## Megjelenése
Bundája angol nevével (Straw-coloured Fruit Bat) ellentétben nem mindenütt szalmaszínű, a hasa barna illetve szürke. Feje viszonylag nagy, nagy szemei vannak. Tömege 230-350 g, hossza 143–215 mm és alkarhossza 762 mm, ezzel az egyik legnagyobb denevérfaj.

## Életmódja
Társas állat, 100 000–1 000 000 egyedből álló csoportokban él. Nappal a fán lóg, éjjel keresi gyümölcsökből álló táplálékát, de időnként elfogyasztja a fakérgét és rügyeit. Természetes ellenségei a baglyok, sasok és egyéb vágómadárfélék, továbbá a kígyók és a cibetmacskák. A párzási időszak április és június között van. 9 hónapos vemhesség után a nőstény megelli egyetlen 50 g súlyú kölykét. A vadonban átlagosan 15 évig él, míg a fogságban lényegesen tovább él - átlagosan 21 év, legfeljebb 22 év.